# Gustavia macarenensis
Gustavia macarenensis là một loài thực vật có hoa trong họ Lecythidaceae. Loài này được Philipson mô tả khoa học đầu tiên năm 1956.